# 串珠毛冷水花
串珠毛冷水花（学名：Pilea multicellularis）为荨麻科冷水花属的植物，为中国的特有植物。分布在中国大陆的云南等地，生长于海拔2,800米的地区，常生于山谷林下，目前尚未由人工引种栽培。